# Anne Shilcock
Jacqueline Anne Shilcock (Hartfield, 13 giugno 1932 – Sudafrica, 2019) è stata una tennista britannica.

## Biografia
Si è sposata nel 1960 con J. K. Spann e ha iniziato a competere con il cognome da coniugata, successivamente si sono trasferiti a vivere in Sudafrica.

## Carriera
In singolare ha raggiunto il quarto turno a Wimbledon 1953 venendo sconfitta nettamente da Maureen Connolly, disputò le finali dei tornei di Berkeley nel 1954 e di Surbiton nel 1956 uscendone sempre sconfitta. Ha ottenuto risultati migliori nel doppio formando per lungo tempo una coppia tutta britannica con Angela Mortimer, le due hanno raggiunto i quarti di finali al Roland Garros 1953 e soprattutto conquistarono il Torneo di Wimbledon 1955.
Ha fatto parte della squadra britannica di Wightman Cup in diverse occasioni tra il 1953 e il 1958 vincendo il titolo in quest'ultima occasione.

## Finali del Grande Slam

### Doppio

#### Vittorie (1)
| Anno | Torneo                      | Compagna        | Avversarie in finale                | Punteggio |
| 1955 | Torneo di Wimbledon, Londra | Angela Mortimer | Shirley Bloomer Patricia Ward Hales | 7–5, 6–1  |